# Čilá
Čilá (deutsch Tschila) ist eine Gemeinde in Tschechien. Sie liegt 13 Kilometer nördlich von Zbiroh am Rande des Pürglitzer Waldes und gehört zum Okres Rokycany. 

## Geographie
Der Ort befindet sich im Radnitzer Bergland am rechten Hang des Berounkatals. Östlich liegt das Tal des Zbirožský potok.
Nachbarorte sind Šlovice im Nordosten, Skryje im Osten, Podmokly im Südwesten, Hradiště im Westen sowie Kostelík im Nordwesten.

## Geschichte
Die erste schriftliche Erwähnung des Dorfes stammt von 1379. Zu dieser Zeit war Čilá Sitz des Mikšík ze Šlovic. Zu Beginn des 15. Jahrhunderts erlangte die Kirche in Zvíkovec die Grundherrschaft über Čilá und 1550 besaß Johann der Jüngere Lobkowicz auf Zbiroh das Dorf. In der Mitte des 16. Jahrhunderts bestand der Ort aus drei Bauernwirtschaften und einem Beisassen. Der Dreißigjährige Krieg führte zur Verödung des Dorfes und erst 1715 wurde Čilá wieder als Dorf genannt. Im 19. Jahrhundert erwarb das Fürstenhaus Fürstenberg den Besitz und ersten Hälfte des 19. Jahrhunderts gehörte das Dorf mit seinem 199 Einwohnern Karl Egon II. zu Fürstenberg. Im Jahre 1843 bestand Tschilla/Čilla aus 16 Häusern mit 122 Einwohnern. Pfarrort war Skrey. Bis zur Mitte des 19. Jahrhunderts blieb Tschilla dem Fideikommiss Pürglitz untertänig. Nach der Ablösung der Patrimonialherrschaften wurde Čilá 1848 zur selbstständigen Gemeinde.
Im 20. Jahrhundert ist die Einwohnerzahl stark gesunken und die meisten Häuser dienen als Feriendomizile Erholungszwecken. Čilá ist nach Vysoká Lhota die der Einwohnerzahl nach zweitkleinste Gemeinde des Landes.

## Sehenswürdigkeiten
- Christuskreuz
- Gedenkstein für im Krieg gefallene Einwohner

## Ortsgliederung
Für die Gemeinde Čilá sind keine Ortsteile ausgewiesen.